# Royal Cup NLB Montenegro 2013
Il Royal Cup NLB Montenegro 2013 è stato un torneo di tennis facente parte della categoria ITF Women's Circuit nell'ambito dell'ITF Women's Circuit 2013. Il torneo si è giocato a Podgorica in Montenegro dal 9 al 15 settembre 2013 su campi in terra rossa e aveva un montepremi di $25,000.

## Vincitrici

### Singolare
Stephanie Vogt ha battuto in finale  Anett Kontaveit con il punteggio di 6–4, 6–3

### Doppio
Vladica Babić /  Iva Mekovec hanno battuto in finale  Kateřina Vaňková /  Maša Zec Peškirič con il punteggio di 6–4, 6(1)–7, [10–5]